# Mercado da Madalena

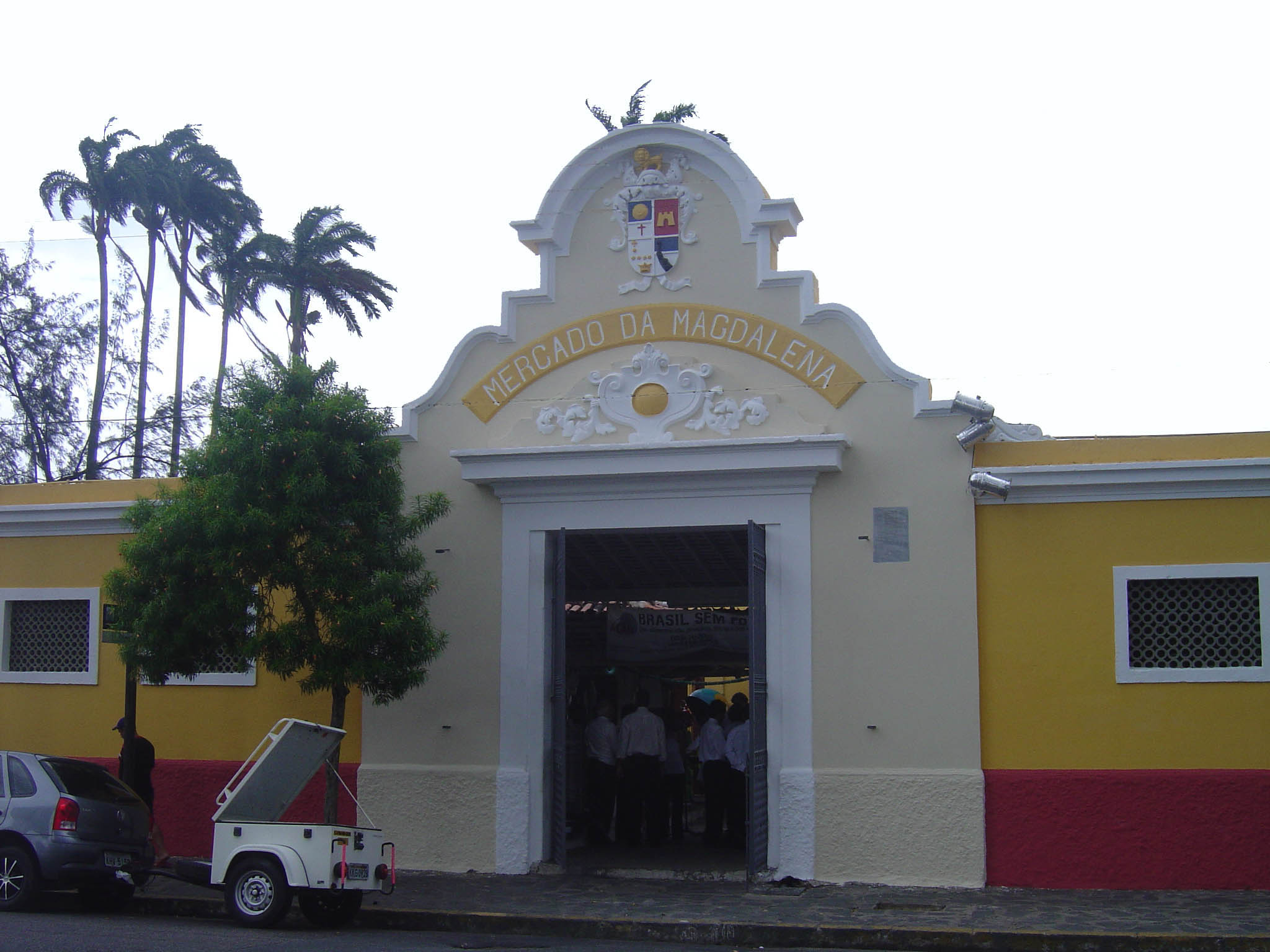
Mercado da Madalena
Pórtico com brasão do Recife.

O Mercado da Madalena, no bairro da Madalena, Recife, é um mercado integrante da rede de mercados do Recife.
Sua construção teve início em 6 de fevereiro de 1925, sendo inaugurado em 19 de outubro do mesmo ano.
Inicialmente foi denominado Mercado do bacurau, com menção ao pássaro madrugador, por ter, na época, seu funcionamento restrito ao horário noturno.
Em sua parte frontal há um pórtico, ostentando o antigo brasão do Recife.
O mercado tem sua importância na Cultura e na Gastronomia pernambucanas.
O mercado tem 180 compartimentos,  que oferecem frutas, verduras e alimentos variados. Em sua parte externa há uma praça de alimentação, funcionando as 24 horas do dia, com comidas típicas regionais.
Anexa ao mercado, é muito conhecida a feira de passarinhos.
Devido à abrangência econômica da cidade do Recife, pessoas de diversas regiões do Nordeste se alojam na cidade em busca de oportunidades, e o mercado é um ponto de encontro dos matutos na cidade, principalmente aos sábados ao redor do Box Sertanejo.